# Radovanci
Radovanci falu Horvátországban, Pozsega-Szlavónia megyében. Közigazgatásilag Velikéhez tartozik.

## Fekvése
Pozsegától légvonalban 12, közúton 14 km-re északra, községközpontjától légvonalban és közúton 2 km-re nyugatra, a Papuk-hegység déli lejtőin, a Radovanka-patak völgyében, Velike és Potočani között fekszik.

## Története
Radovanci területe már ősidők óta lakott. Határában a Papuk-hegység lejtőin az újkőkori Sopot kultúra népéhez tartozó leleteket találtak. A település területén több, régóta ismert ókori régészeti lelőhely található. A legkorábbi leletek 1922-ben a falutól keletre fekvő szőlőben talajforgatás közben kerültek elő. 1976-ban régészeti feltárást végeztek itt, melynek során három 4. századi falazott, csontvázas római sírt tártak fel. 1982-ben csatornázás munkálatai közben a Radovanci hegy lábánál 4. századi falazott gyermeksírt találtak. A feltárt sírok nyilvánvalóan egy 4. századi római temető részei voltak. A Pozsegáról Velikére vezető gyorsforgalmi út nyomvonalának régészeti feltáró munkái során sok ókori cseréptöredéket, kő- és tégladarabokat, márványtöredékeket találtak, melyek egy római település maradványai voltak. Az ugyanitt talált középkori cseréptöredékek bizonyították, hogy a település a középkorban is lakott volt.
A középkori radovanci birtok határai messze túlterjedtek a mai településen. A település neve 1250. július 5-én szerepel először írásos forrásban IV. Béla magyar királynak a Zsadány nemzetséget a velikei birtokban megerősítő oklevelében. A következő oklevél Mária királynénak 1266-ban kibocsátott oklevele, melyben a Hontpázmány nembeli Mihály ispánnak Cernik és Radovanci („Terra Rodouanch”) birtokait adományozza. Az oklevél pontosan leírja a birtokok határait. Ekkor a radovanci birtok szomszédai Ivánka fiai Benedek és Aladár, valamint más velikei nemesek voltak. A velikei birtoktól a Veličanka és a Radovanka-patak („rivulum Radovanchycha”) választotta el. A település két részből, Felső- és Alsó-Radovanciból állt. 1324-ben az itteni birtok egy része „Roduach” néven szerepel radovánci Demeter fia Aladár birtokaként. A 14. és 15. században Radovanci neve többnyire személynevekben fordul elő, de 1421-ben Kővár tartozékai között említenek egy „Radovanch” nevű birtokot, mely azonos lehet a településsel.
A török 1532-ben fogllata el. Megemlíti az 1545-ben készült török defter is. 1698-ban „Radovanczi” néven 21 portával szerepel a török uralom alól felszabadított szlavóniai települések összeírásában.
 1702-ben 37, 1730-ban 40, 1746-ban 60 ház állt a településen.
Az első katonai felmérés térképén „Dorf Radovanczi” néven látható. Lipszky János 1808-ban Budán kiadott repertóriumában „Radovanczi” néven szerepel. Nagy Lajos 1829-ben kiadott művében „Radovanczi” néven 91 házzal, 788 katolikus vallású lakossal találjuk. 1857-ben 610, 1910-ben 455 lakosa volt. 1910-ben a népszámlálás adatai szerint lakosságának 92%-a horvát, 4%-a cseh, 2%-a magyar anyanyelvű volt. Pozsega vármegye Pozsegai járásának része volt. Az első világháború után 1918-ban az új szerb-horvát-szlovén állam, majd később (1929-ben) Jugoszlávia része lett. 1991-ben lakosságának 98%-a horvát nemzetiségű volt. 2001-ben 483 lakosa volt.

## Lakossága
| Lakosság változása | Lakosság változása | Lakosság változása | Lakosság változása | Lakosság változása | Lakosság változása | Lakosság változása | Lakosság változása | Lakosság változása | Lakosság változása | Lakosság változása | Lakosság változása | Lakosság változása | Lakosság változása | Lakosság változása | Lakosság változása |
| ------------------ | ------------------ | ------------------ | ------------------ | ------------------ | ------------------ | ------------------ | ------------------ | ------------------ | ------------------ | ------------------ | ------------------ | ------------------ | ------------------ | ------------------ | ------------------ |
| 1857               | 1869               | 1880               | 1890               | 1900               | 1910               | 1921               | 1931               | 1948               | 1953               | 1961               | 1971               | 1981               | 1991               | 2001               | 2011               |
| 610                | 501                | 410                | 395                | 436                | 455                | 487                | 541                | 502                | 509                | 508                | 143                | 434                | 502                | 517                | 483                |

## Nevezetességei
A falutól keletre fekvő Radovanac nevű dombon 1922-ben új régészeti lelőhelyet azonosítottak. A szőlőültetvényben talajforgatás során, találták meg az első régészeti leletet. A régészeti feltárások 1976-ban három, a 4. századból származó, csontvázas falazott római sírt dokumentáltak, mely egy ősi nekropolisz része volt. A Radovanac-domb keleti lábánál csatorna ásása során 1982-ben egy kicsi, téglával burkolt a 4. századi gyermeksír került elő. Őskori és középkori leleteket is rögzítettek a helyszínen. A helyszín folyamatos mezőgazdasági művelésnek való kitettsége a lehető leghamarabbi, tervszerű kutatást igényel.

## Oktatás
A településen a velikei elemi iskola alsó tagozatos területi iskolája működik.

## Sport
A településen golfpályát építettek.